# Michelle Clunie
Michelle Renee Clunie (Portland, 7 novembre 1969) è un'attrice statunitense.

## Biografia e carriera
Da bambina era molto timida e introversa, ossessionata soltanto dalla sua raccolta di rocce; sua madre l'ha fatta avvicinare al mondo della danza, dell'arte e della musica. Ha iniziato con il ballo e col violino, vincendo numerosi concorsi in entrambi ed una borsa di studio per l'accademia professionale di balletto. Dopo la scuola ha impegnato il suo violino per $ 200 e si è trasferita a Los Angeles. Milton Katselas presto l'ha presa sotto la sua ala protettiva e la Clunie ha studiato con lui per dieci anni.
Michelle ha lavorato regolarmente in televisione e nel cinema. Era alla ricerca di qualcosa di rivoluzionario per il suo lavoro quando il suo agente le inviò lo script che avrebbe cambiato la sua carriera: ha infatti raggiunto la popolarità grazie alla sua interpretazione dell'avvocatessa lesbica Melanie "Mel" Marcus nella serie televisiva americano Queer as Folk (2000-2005), ruolo che ha ricoperto per cinque stagioni. Ha anche fatto una tournée per fermare la violenza contro le donne.

## Filmografia

### Cinema
- Jason va all'inferno (Jason Goes to Hell: The Final Friday), regia di Adam Marcus (1993)
- Sunset Strip, regia di Paul G. Volk (1993)
- Erotique (episodio Let's talk about sex), regia di Lizzie Borden (1993)
- I soliti sospetti (The Usual Suspects), regia di Bryan Singer (1995)
- Lost & Found, regia di Jeff Pollack (1999)
- The Unseen, regia di Lisa France (2005)
- Leaving Barstow, regia di Peter Paige (2008)
- Solar Flare, regia di Fred Olen Ray (2008)
- Amiche nemiche (Death Clique), regia di Doug Campbell (2013)

### Televisione
- Hot Line - serie TV, episodio 1x06 (1994)
- Another Midnight Run, regia di James Frawley - film TV (1994)
- Due poliziotti a Palm Beach (Silk Stalkings) - serie TV, episodio 3x17 (1994)
- The Preston Episodes - serie TV, episodio 1x02 (1995)
- Space: Above and Beyond - serie TV, episodio 1x14 (1996)
- The Jeff Foxworthy Show - serie TV, 5 episodi (1996)
- E.R. - Medici in prima linea (ER) - serie TV, episodio 3x01 (1996)
- Vita con Roger (Life with Roger) - serie TV, episodio 1x10 (1996)
- Crescere, che fatica! (Boy Meets World) - serie TV, episodio 4x13 (1997)
- Night Man - serie TV, episodio 1x03 (1997)
- Pensacola: squadra speciale Top Gun (Pensacola: Wings of Gold) - serie TV, episodio 1x06 (1997)
- Players - serie TV, episodio 1x07 (1997)
- The Tony Danza Show - serie TV, episodio 1x14 (1998)
- Maggie Winters - serie TV, episodio 1x11 (1998)
- Pacific Blue- serie TV, episodio 5x01 (1999)
- JAG - Avvocati in divisa (JAG) - serie TV, episodio 5x09 (1999)
- V.I.P. (V.I.P. Vallery Irons Protection) - serie TV, episodio 2x10 (1999)
- Queer as Folk - serie TV, 83 episodi (2000-2005)
- The Strip - serie TV, episodio 1x09 (2000)
- Un detective in corsia (Diagnosis Murder) - serie TV, episodio 7x15 (2000)
- Tesoro, mi si sono ristretti i ragazzi (Honey, I Shrunk the Kids: The TV Show) - serie TV, episodio 3x15 (2000)
- Battery Park - serie TV, episodio 1x03 (2000)
- Giudice Amy (Judging Amy) - serie TV, episodio 3x24 (2002)
- Damaged Care, regia di Harry Winer - film TV (2002)
- Missing - serie TV, episodio 1x10 (2003)
- Dr. House - Medical Division (House, M.D.) – serie TV, episodio 2x24 (2006)
- Senza traccia (Without a Trace) - serie TV, episodio 5x02 (2006)
- The Closer - serie TV, episodio 3x09 (2007)
- CSI: Scena del crimine (CSI: Crime Scene Investigation) - serie TV, episodio 9x11 (2009)
- Make It or Break It - serie TV, 9 episodi (2010-2011)
- The Mentalist - serie TV, episodio 2x20 (2010)
- Outlaw - serie TV, episodio 1x08 (2010)
- Lie to Me - serie TV, episodio 3x06 (2010)
- Detroit 1-8-7 - serie TV, episodio 1x11 (2011)
- In Between Men - serie TV, episodio 1x03 (2011)
- In Plain Sight - serie TV, episodio 4x10 (2011)
- NCIS - Unità anticrimine (NCIS) - serie TV, episodio 10x13 (2013)
- Teen Wolf - serie TV, 9 episodi (2015-2017)

## Doppiatrici italiane
Nelle versioni in italiano delle opere in cui ha recitato, Michelle Clunie è stata doppiata da:
- Giorgia Brugnoli in Queer as Folk
- Emanuela Baroni in Dr. House - Medical Division
- Giuppy Izzo in The Closer
- Roberta Pellini in CSI - Scena del crimine
- Silvia Tognoloni in Make It or Break It - Giovani campionesse